# Tisserin safran
Ploceus xanthops
Espèce
Statut de conservation UICN

 LC  : Préoccupation mineure
Le Tisserin safran (Ploceus xanthops) est une espèce de passereau appartenant à la famille des Ploceidae.